# Pelteobagrus ussuriensis
Pelteobagrus ussuriensis är en fiskart som först beskrevs av Benedykt Dybowski 1872.  Pelteobagrus ussuriensis ingår i släktet Pelteobagrus och familjen Bagridae. Inga underarter finns listade i Catalogue of Life.